# Ahaxe
Pour les articles homonymes, voir Ahaxe.
Ahaxe est une ancienne commune française du département des Pyrénées-Atlantiques. Ahaxe et Alciette-Bascassan se sont réunies le 11 juin 1842 pour former la nouvelle commune d'Ahaxe-Alciette-Bascassan.

## Géographie
Le village fait partie du pays de Cize, dans la province basque de Basse-Navarre, au confluent du Laurhibar et de l'Esteneko erreka.

## Toponymie
Le toponyme Ahaxe apparaît sous les formes 
Hatce (1167), 
Faxe (1194), 
domine de ahacha (1194), 
Assa, Aassa et Hassa (1249 pour ces trois formes)
Ahatxa (1300),
Ahaxa (1302, chapitre de Bayonne), 
Haxa et Ahaxe (1304 pour ces deux formes), 
Axa (1309 et 1350), 
Hatxa (1350), 
Hadssa (1366),
Ahtxe (1703, visites du diocèse de Bayonne et 
Sanctus Julianus d'Ahaxe (1757, collations du diocèse de Bayonne). Jean-Baptiste Orpustan indique que le toponyme provient de la base oronymique basque (h)aitz, 'rocher'/'hauteur'. 
Son nom basque est Ahatsa. Le gentile basque est Ahatsarr.

## Histoire
La seigneurie d'Ahaxe, également dénommée seigneurie de Cize, fut alliée aux vicomtes d'Arbéroue au XIe siècle, ainsi qu'à ceux de Guiche et aux comptes de Biscaye.
Le 11 juin 1842, la commune perd une partie de son territoire à la suite de la création de la commune d'Estérençuby et est aussitôt réunie à Alciette-Bascassan pour former la commune d' Ahaxe-Alciette-Bascassan.

## Politique et administration
| Période                                  | Période | Identité    | Étiquette | Qualité |
| ---------------------------------------- | ------- | ----------- | --------- | ------- |
| avant 1981                               |         | Pierre Luro |           |         |
| Les données manquantes sont à compléter. |         |             |           |         |

## Démographie
Le recensement de la population de Basse-Navarre de 1695 dénombre 21 feux à Ahaxe.
Le recensement de 1791 relève quant à lui 337 habitants à Ahaxe.
| 1793 | 1800 | 1806 | 1821 | 1831 | 1836 |
| ---- | ---- | ---- | ---- | ---- | ---- |
| 474  | 485  | 472  | 460  | 555  | 588  |

## Culture locale et patrimoine

### Patrimoine civil
- Un gaztelu zahar (ensemble fortifié protohistorique), au lieu-dit Gaztalepo, situé à 550 mètres d'altitude, témoigne du passé ancien de la commune ;

### Patrimoine religieux
L'église Saint-Julien d'Antioche date du milieu du Moyen Âge.
Le cimetière recèle des stèles discoïdales remarquables
|  |  |  |

La croix de cimetière d'Ahaxe date de 1827. Elle est classée par les monuments historiques depuis 1992.
|  |

## Pour approfondir